# Dylan.pl
dylan.pl – założona 27 grudnia 2014 roku polska grupa muzyczna grająca utwory Boba Dylana we własnych aranżacjach (unplugged). Podstawę polskich wersji stanowią przekłady piosenek laureata Literackiej Nagrody Nobla 2016, dokonane przez Filipa Łobodzińskiego. W 2017 roku ukazała się płyta „Niepotrzebna pogodynka, żeby znać kierunek wiatru” (wyd. Agora).

## Skład grupy
- Filip Łobodziński – głos, chórki, gitary: klasyczna, akustyczna 12- i 6-strunowa, gitara elektryczna, ukulele, instrumenty perkusyjne, (w studiu) organy, (w studiu) pudło gitary;
- Tomasz Pfeiffer – gitara akustyczna 6-strunowa, gitara rezofoniczna, gitara elektryczna, mandolina, bandżo;
- Bartek Łęczycki - harmonijka ustna, gitara elektryczna
- Marek Wojtczak – kontrabas, gitara basowa, pianino;
- Krzysztof Poliński – perkusja, instrumenty perkusyjne.

Byli członkowie zespołu:
Jacek Wąsowski – gitara akustyczna 6-strunowa, gitara rezofoniczna, gitara cygańska, mandolina, bandżo, harmonijka ustna.

## Tłumaczenia utworów Boba Dylana
Równolegle z działalnością grupy pojawiły się wydawnictwa
1.„Bob Dylan: Duszny kraj”. czyli wybrane utwory z lat 1962–2012 w wyborze, przekładzie, z komentarzami i posłowiem Filipa Łobodzińskiego. Zbiór wydało Biuro Literackie.
2. .„Bob Dylan: Przekraczam Rubikon”. czyli wybór piosenek i tekstów prozą z lat 1961–2020 w wyborze, przekładzie, z komentarzami i posłowiem Filipa Łobodzińskiego. Zbiór wydało Biuro Literackie.

## Niepotrzebna pogodynka, żeby znać kierunek wiatru
Jako tytuł płyty posłużył fragment utworu „Tęskny jazz o podziemiu” (org. Subterranean Homesick Blues). Na płytę składa się 29 piosenek, podzielonych na dwa krążki CD. Pierwszy („Oj tam, stara”) zawiera 14 piosenek. Drugi („A mimo to był sam”) 15 piosenek. Album wyprodukował Jacek Wąsowski.
Muzyka i słowa: Bob Dylan (oprócz A8, B3, i B6 słowa: Bob Dylan – Jacques Levy). Słowa polskie: Filip Łobodziński (oprócz B7: Filip Łobodziński – Carlos Marrodan Casas).
W nagrywaniu płyty udział wzięli również:
- Marysia Sadowska – głos (utwór A2, A12, B3);
- Martyna Jakubowicz – głos (A10);
- Tadeusz Woźniak – głos (A6)
- Muniek Staszczyk – głos (A2, A3);
- Pablopavo – głos (A1, A2);
- Tomasz Organek – głos (A2, B13);
- Tomek Hernik – akordeon, puzony sopranowy i tenorowy, harmonia elektryczna;
- Paweł Szymiczek – flet irlandzki (A5, B13).

Płyta A Oj tam, stara
1. Tęskny jazz o podziemiu (Subterranean Homesick Blues)
2. Adam dał imiona zwierzętom (Man Gave Names to All the Animals)
3. Czasy nadchodzą nowe (The Times They Are a-Changin’)
4. Firma Ziuty (Maggie’s Farm)
5. Burza (Tempest)
6. Odpowiedź unosi wiatr (Blowin’ in the Wind)
7. Mistrz wojennych gier (Masters of War)
8. Port Czarnych Łez (Black Diamond Bay)
9. Arlekin (Jokerman)
10. Na twardy deszcz już zbiera się (A Hard Rain’s a-Gonna Fall)
11. Oj tam,stara (Tak sobie krwawię) (It’s Alright, Ma (I’m Only Bleeding)))
12. Musisz służyć komuś (Gotta Serve Somebody)
13. Ballada o cieniasie (Ballad of a Thin Man)
14. Jak błądzący łach (Like a Rolling Stone)

Płyta B A mimo to był sam
1. Ramona (To Ramona)
2. W szarych pętach dżdżu (Tangled Up in Blue)
3. Romans w Durango (Romance in Durango)
4. Miłość bez zera/Żadnych ograniczeń (Love Minus Zero/No Limit)
5. Bez słowa (Ain’t Talkin’)
6. Izis (Isis)
7. Ojciec nocy (Father of Night)
8. Pan z tamburynem (Mr. Tambourine Man)
9. Czas mija z wolna (Time Passes Slowly)
10. Jest mi miłość (Love Sick)
11. Północ minęła (Soon after Midnight)
12. Highlands (Highlands)
13. Gdy przypłynie okręt nasz (When the Ship Comes In)
14. Señor (Señor (Tales of Yankee Power))
15. Każde trawy źdźbło (Every Grain of Sand)

Do utworów z albumu nakręcono trzy wideoklipy:
2017: Tęskny jazz o podziemiu – reż. Michał Adaszewski
2018: Czasy nadchodzą nowe – reż. Roman Przylipiak
2018: Jest mi miłość – prod. i reż. Endlessspace/Dylan.pl